# Scarabaeus hottentorum
Scarabaeus hottentorum är en skalbaggsart som beskrevs av Louis Albert Péringuey 1901. Scarabaeus hottentorum ingår i släktet Scarabaeus och familjen bladhorningar. Inga underarter finns listade i Catalogue of Life.